# Барон Джеффрис

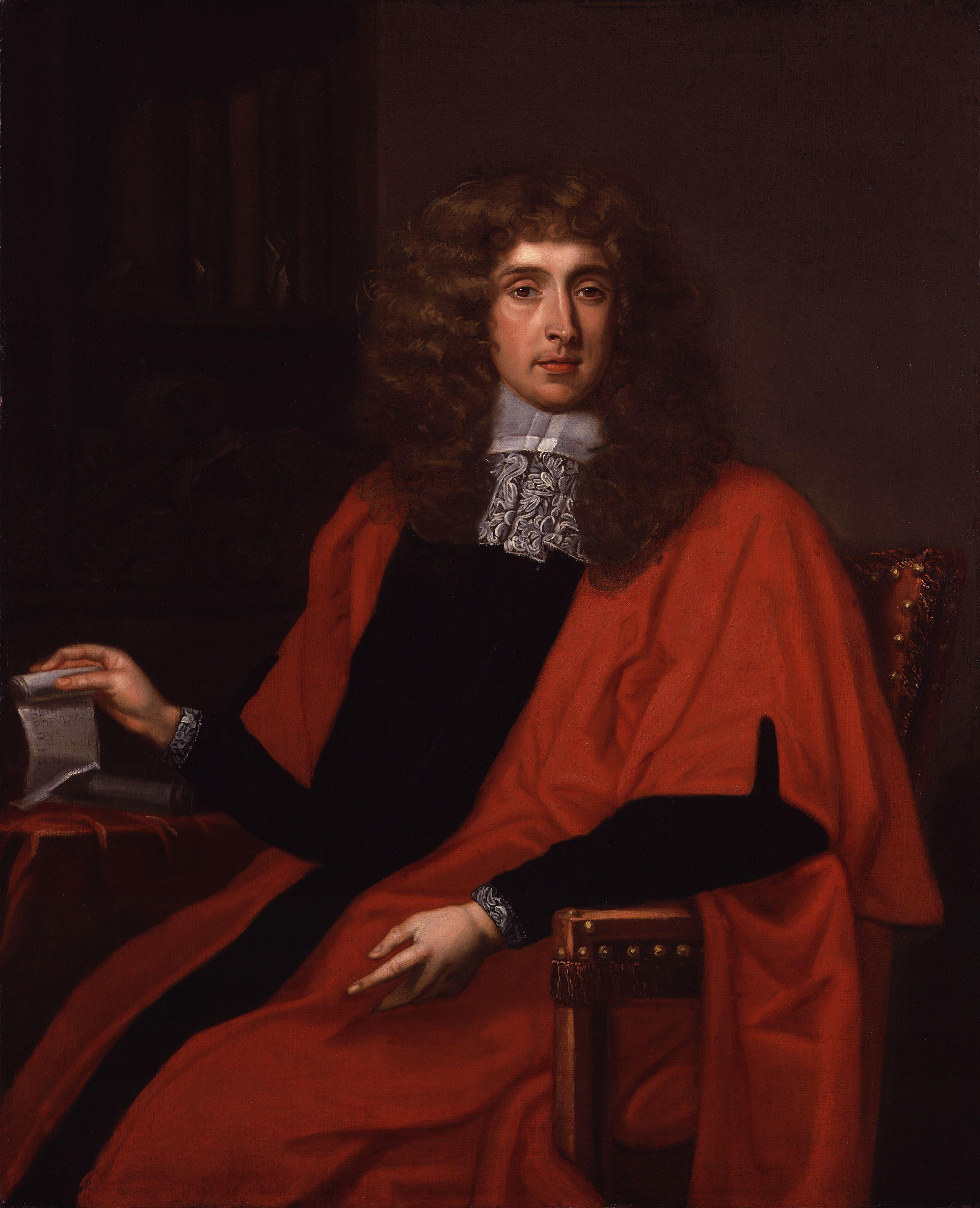
Джордж Джеффрис, 1-й барон Джеффрис (1648—1689)

Барон Джеффрис — наследственный титул, созданный дважды в британской истории (1685 год — Пэрство Англии, 1952 год — Пэрство Соединённого королевства). Впервые титул барона Джеффриса был создан 16 мая 1685 года для адвоката, а затем лорда-канцлера, сэра Джорджа Джеффриса, 1-го баронета (1645—1689), который стал бароном Джеффрисом из Уэма. В 1681 году для него уже был создан титул баронета из Булстроуда в графстве Бакингемшир в Баронетстве Англии. В 1702 году после смерти его сына, Джона Джеффриса, 2-го барона Джеффриса (1673—1702), титулы прервались.
Вторично титул барона Джеффриса в системе Пэрства Соединённого королевства был создан 12 июля 1952 года для генерала Джорджа Джеффриса (1878—1960), который стал бароном Джеффрисом из Беркхэма в графстве Саутгемптон. Он был консервативным депутатом Палаты общин Великобритании от Питерсфилда (1941—1951). Его отец Артур Фредерик Джеффрис ранее представлял в парламенте Бейсингсток (1887—1906) и был членом Тайного совета (с 1902). Лорду Джеффрису наследовал его внук, Марк Джордж Кристофер Джеффрис, 2-й барон Джеффрис (1932—1986). Он был единственным сыном капитана Кристофера Джона Дарелла Джеффриса (1907—1940), погибшего в мае 1940 года. 
По состоянию на 2025 год обладателем титула являлся старший сын второго барона, Кристофер Генри Марк Джеффрис, 3-й барон Джеффрис (род. 1957), который сменил своего отца в 1986 году.

## Барон Джеффрис, первая креация (1685)
- 1685—1689: Джордж Джеффрис, 1-й барон Джеффрис (15 мая 1645 — 18 апреля 1689), шестой сын Джона Джеффриса (1608—1691). Лорд главный судья Англии и Уэльса (1683—1685), лорд-канцлер (1685—1688), лорд-лейтенант Бакингемшира и Шропшира (1687—1689);
- 1689—1702: Джон Джеффрис, 2-й барон Джеффрис (16 июля 1673 — 9 мая 1702), единственный сын предыдущего.

## Бароны Джеффрис, вторая креация (1952)
- 1952—1960: Джордж Дарелл Джеффрис, 1-й барон Джеффрис (8 марта 1878 — 19 декабря 1960), единственный сын достопочтенного Артура Фредерика Джеффриса (1848—1906);
- 1960—1986: Марк Джордж Кристофер Джеффрис, 2-й барон Джеффрис (2 февраля 1932 — 13 февраля 1986), старший сын капитана Кристофера Джона Дарелла Джеффриса (1907—1940), внук предыдущего;
- 1986 — настоящее время: Кристофер Генри Марк Джеффрис, 3-й барон Джеффрис (род. 22 мая 1957), старший сын предыдущего от первого брака;
  - Наследник титула: достопочтенный Артур Марк Генри Джеффрис (род. 18 февраля 1989), единственный сын предыдущего.